# جیسون موموآ
جوزف جیسون ناماکها موموآ (انگلیسی: Joseph Jason Namakaeha Momoa؛ زادهٔ ۱ اوت ۱۹۷۹) بازیگر آمریکایی است. او بازیگری را در مجموعهٔ تلویزیونی بی‌واچ (۱۹۹۹–۲۰۰۱) آغاز کرد و برای بازی در نقش کال دروگو در مجموعهٔ تلویزیونی فانتزی بازی تاج‌وتخت (۲۰۱۱–۲۰۱۲) به شهرت بیشتری دست یافت. او همچنین در مجموعهٔ درام تاریخی مرز (۲۰۱۶–۲۰۱۸) و مجموعهٔ علمی تخیلی دیدن (۲۰۱۹–۲۰۲۲) ایفای نقش کرده‌است.
از سال ۲۰۱۶ تا ۲۰۲۳، موموآ نقش آکوامن را در دنیای توسعه‌یافته دی‌سی به تصویر کشید. فیلم اصلی این کاراکتر با نام آکوامن در سال ۲۰۱۸ و دنبالهٔ آن با نام آکوامن و پادشاهی گم‌شده در ۲۰۲۳ اکران شد. او در فیلم علمی تخیلی تل‌ماسه (۲۰۲۱) و فیلم اکشن فست اکس (۲۰۲۳) نیز ایفای نقش کرده‌است.

## زندگی‌نامه

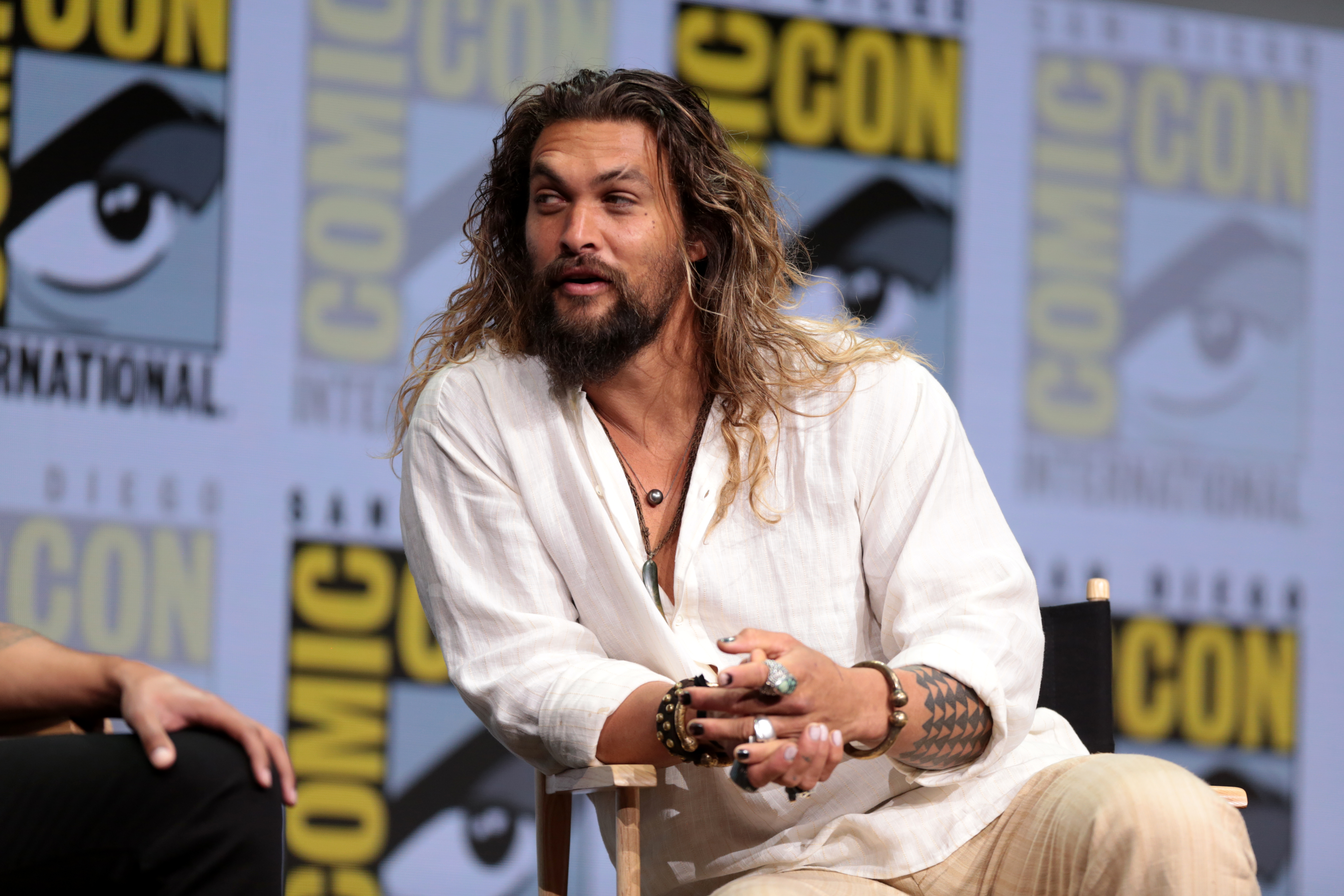
جیسون موموآ در کامیک-کان سن دیگو ۲۰۱۷

جیسون موموآ با نام کامل ژوزف جیسون ناماکها موموآ در ۱ اوت ۱۹۷۹ در هونولولو، هاوایی آمریکا زاده شد. زمانی که او کودک بود، پدر و مادرش از هم جدا شدند و جیسون با مادرش در نورواک، آیووا زندگی می‌کرد. پس از فارغ‌التحصیلی از دبیرستان، در دانشگاه هاوایی در مانوا در رشتهٔ زیست‌شناسی دریایی مشغول به تحصیل شد.
موموآ در سال ۲۰۰۵ با لیسا بونی نامزد شد. حاصل این رابطه یک فرزند دختر زادهٔ سال ۲۰۰۷ و یک فرزند پسر زادهٔ سال ۲۰۰۸ هستند. این زوج در سال ۲۰۱۷ و پس از ۱۲ سال زندگی مشترک در یک مراسم خصوصی با هم ازدواج کردند. در ژانویه ۲۰۲۴، بونی با استناد به اختلافات آشتی‌ناپذیر و ذکر تاریخ جدایی آنها ۷ اکتبر ۲۰۲۰، درخواست طلاق داد. طلاق یک روز بعد صادر شد و در ۹ ژوئیه ۲۰۲۴ به‌صورت قانونی مجرد خواهند بود.
او به ورزش‌های رزمی تسلط کامل دارد و از سال ۲۰۱۷ به فراگیری ورزش جوجیتسو برزیلی مشغول شده‌است.

### زخم روی صورت
در سال ۲۰۰۸ در یک کافه، مردی با در دست داشتن تکهٔ شکستهٔ یک بطری نوشیدنی به جیسون موموآ حمله کرد و صورت او را زخمی کرد. طی این حادثه صورت موموآ ۱۴۰ بخیه خورد و او مجبور به انجام جراحی پلاستیک شد. ضارب به خاطر این حمله به پنج سال زندان محکوم شد.

## حرفهٔ مدلینگ
در سال ۱۹۹۸ موموآ توسط یک دیزاینر بین‌المللی به نام تاکیو کیکوچی کشف شد و فعالیت خود در زمینهٔ مدلینگ را آغاز کرد. موموآ در سال ۱۹۹۹ به عنوان بهترین مدل سال شناخته شد. او تاکنون با برندهای مشهوری همکاری داشته‌است. او در ۱۹ سالگی افزون بر مدلینگ، به‌صورت پاره‌وقت در یک فروشگاه کار می‌کرد. او تاکنون برای برندهای مشهوری از جمله گوچی و لویی ویتون به‌عنوان مدل کار کرده‌است.

## حرفهٔ بازیگری

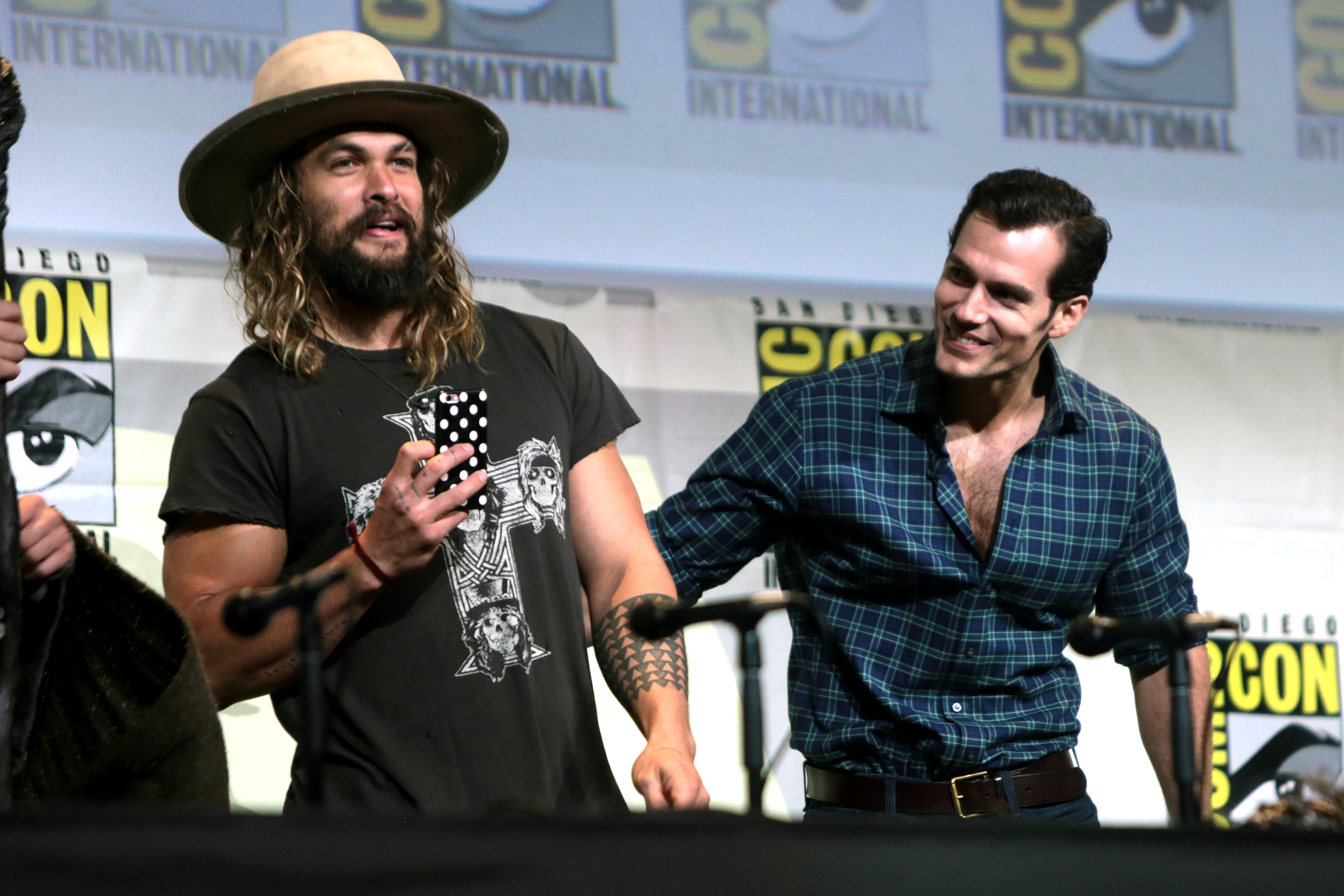
جیسون موموآ در کنار هنری کویل

مراحل رشد و پیشرفت جیسون موموآ به سرعت اتفاق افتاد. درست در همان زمان که موموآ در فروشگاه مشغول به کار بود، پیشنهاد نقش‌آفرینی در سریال درام اکشن بی واچ به او مطرح شد. این سریال، شروع حرفهٔ بازیگری جیسون بود. پس از آن موموآ در فیلم و سریال‌های مختلفی مانند North Shore, Johnson Family Vacation و The Game به ایفای نقش پرداخت. ایفای نقش کال دروگو در سریال پرطرفدار بازی تاج و تخت، و در کنار بازیگران مشهوری مثل امیلیا کلارک و کیت هرینگتون نیز یکی از نقش‌های پرطرفدار جیسون موموآ می‌باشد. موموآ همچنین در چندین اثر کمپانی دی سی هم حضور داشته‌است. بازی در فیلم‌های لیگ عدالت، آکوامن و سریال دیدن محبوبیت او را چندین برابر کرد.

## فیلم‌شناسی

### فیلم
| سال  | عنوان                            | نقش                    | منا.   |
| ---- | -------------------------------- | ---------------------- | ------ |
| ۲۰۱۱ | کونان بربر                       |                        |        |
| ۲۰۱۲ | گلوله به سر                      |                        |        |
| ۲۰۱۴ | جاده به پالوما                   |                        |        |
| ۲۰۱۴ | اشکال‌زدایی                       |                        |        |
| ۲۰۱۴ | گرگ‌ها                            |                        |        |
| ۲۰۱۶ | بتمن در برابر سوپرمن: طلوع عدالت | آرتور کِری / آکوامن     |        |
| ۲۰۱۶ | کوهستان شکر                      |                        |        |
| ۲۰۱۷ | روزی روزگاری در ونیز             |                        | [ ۱۳ ] |
| ۲۰۱۷ | گروه بد                          |                        |        |
| ۲۰۱۷ | لیگ عدالت                        | آرتور کِری / آکوامن     |        |
| ۲۰۱۸ | دلیر                             |                        |        |
| ۲۰۱۸ | آکوامن                           | آرتور کِری / آکوامن     |        |
| ۲۰۱۹ | فیلم لگو ۲: بخش دوم              | آرتور کِری / آکوامن     |        |
| ۲۰۲۱ | لیگ عدالت زک اسنایدر             | آرتور کِری / آکوامن     |        |
| ۲۰۲۱ | دختر شیرین                       |                        |        |
| ۲۰۲۱ | تل‌ماسه                           |                        |        |
| ۲۰۲۲ | سلامبرلند                        | فلیپ                   |        |
| ۲۰۲۳ | فست اکس                          | دانته ریز              | [ ۱۴ ] |
| ۲۰۲۳ | فلش                              | آرتور کِری / آکوامن     |        |
| ۲۰۲۳ | آکوامن و پادشاهی گم‌شده           | آرتور کِری / آکوامن     |        |
| ۲۰۲۵ | یک فیلم ماینکرفت                 | گرت «مرد زباله» گریسون |        |
| ۲۰۲۶ | دوستان حیوانی                    |                        | [ ۱۵ ] |
| ۲۰۲۶ | سوپرگرل: زن فردا                 | لوبو                   | [ ۱۶ ] |
| ۲۰۲۶ | تلماسه: بخش سه                   | دانکن آیداهو           | [ ۱۷ ] |
| TBA  | در دست دانته                     |                        | [ ۱۸ ] |
| TBA  | خدمه خرابکار                     |                        | [ ۱۹ ] |

### تلویزیون
- بی‌واچ (۱۹۹۹–۲۰۰۱)
- بازی تاج‌وتخت (۲۰۱۱–۲۰۱۲)
- جاده سرخ (۲۰۱۴–۲۰۱۵)
- مرز (۲۰۱۶–۲۰۱۸)
- پخش زنده شنبه شب (۲۰۱۸)
- سیمپسون‌ها (۲۰۱۹)
- دیدن (۲۰۱۹–اکنون)
- پیس‌میکر (۲۰۲۲)